# České galerie fotografie
Specializované galerie fungují v každém oboru umění, ale fotografie jich měla pravděpodobně nejvíce, protože procházela ve druhé polovině 20. století procesem emancipace. Po ukončení tohoto procesu přestalo být pro mnohé kurátory smysluplné oddělovat při prezentaci fotografie od ostatních produktů vizuální tvorby. Přesto si některé galerie své zaměření na fotografii ponechaly. Je u nich důležité sledovat, nakolik nadále pracují s původním specifikem fotografie, nebo jej integrují do komplexního pohledu na tento sdělovací systém.
Galerie fotografie byly na českém území různého typu. Šlo jednak o samostatné výstavní síně, jednak o specializované výstavní prostory muzeí, která mohla mít svou sbírku. Po roce 1990 se k nim v malém počtu připojily galerie prodejní. Kvalita výstavního programu závisela od úrovně vedoucího nebo odborné rady. Formulace vize nebo dramaturgické koncepce však byla vzácností.
Mezi galerie fotografie je vhodné řadit také stálé expozice fotografie. V českém prostředí existovaly buď v kombinaci s expozicemi fotografické techniky nebo samostatně.
Informace jsou řazeny chronologicky podle data vzniku galerie.

## Stálá expozice fotografické techniky NTM – Interkamera
Snahy o trvalou prezentaci sbírky fotografické techniky provázejí Národní technické muzeum od jeho založení. Poprvé k ní došlo od roku 1912 ve Schwarzenberském paláci na Hradčanech, později i v provizorním sídle na Invalidovně. Zlatý věk expozice zažívá v nové budově NTM na Letné, kde je od roku 1960 prezentována pod názvem Interkamera. Podílely se na ní známé osobnosti jako Josef Husník, C. J. Brichta nebo Jaroslav Bouček. Podobně jako sbírka byla expozice propojena s oborem kinematografie a na ukázku v ní prezentovány fotografie z vlastní sbírky i zapůjčené.

## Galerie Fotochema/FOMA Praha
Výstavní síň Fotochema byla založena výrobcem fotografických materiálů národním podnikem Fotochema Hradec Králové roku 1957 v Praze 1, na Jungmannově náměstí v objektu Františkánského kláštera. Společně s milánskou galerií Il diafragma průmyslníka Lafranca Colomba jde o nejstarší galerie fotografie v Evropě. Dlouhá léta ji vedl s nevyrovnaným programem zaměstnanec Fotochemy amatérský fotograf Jaroslav Litomiský, neboť původním posláním byla propagace fotomateriálů Foma (sousedila s podnikovou prodejnou). Fotochema založila své galerie později také v Ostravě a Hradci Králové. Od roku 1983 se pod novým vedením fotografa Martina Hrušky program pražské Fomy výrazně zkvalitnil a pokračoval na dobré úrovni i později po roce 1986 pod vedením Karla Jirkala. Galerie byla nucena ukončit činnost v souvislosti s restitucí objektu v roce 1991.

## Kabinet fotografie Jaromíra Funka Brno
Založen jako zařízení Domu umění města Brna v Domě pánů z Kunštátu z iniciativy jeho ředitele Adolfa Kroupy v roce 1958. Dlouholetou kurátorkou byla historička umění Jana Vránová. Výstavy se soustřeďovaly na osobnosti české i zahraniční fotografie a svou úrovní významně přispěly k emancipaci fotografie v českých zemích. K výstavám byly vydávány černobílé katalogy jednotného formátu. Činnost byla ukončena v roce 1990.

## Kabinet fotografie Severočeského muzea Liberec

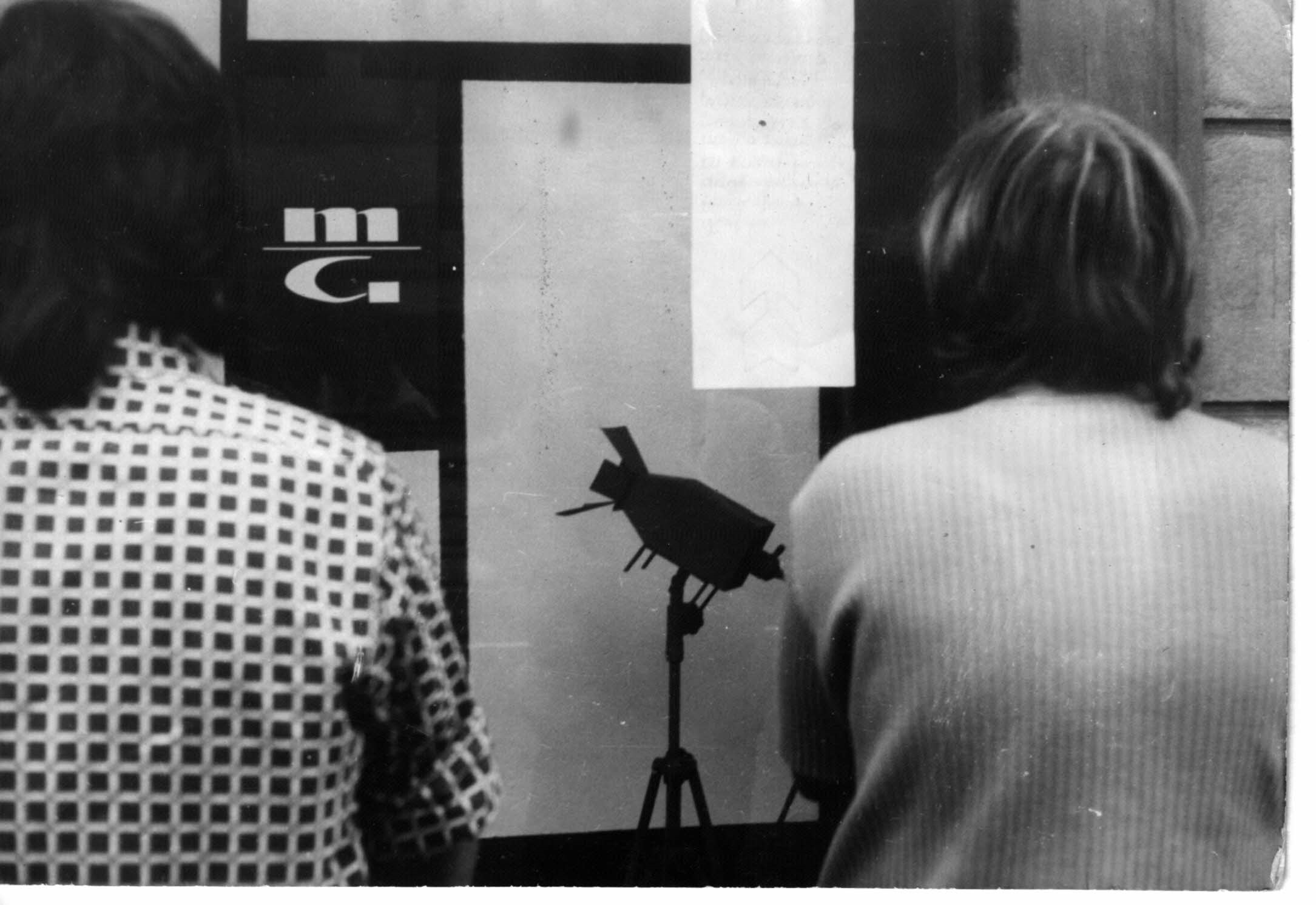
Pohled do výkladu Minigalerie TS Debut (Dia-film Praha), poč. 70. let 20. století

## Minigalerie tvůrčí skupiny Debut Praha
Galerie ve výkladní skříni pražských plynáren na Národní třídě v Praze u vstupu do pasáže Laterny Magiky založená pod patronátem Daniely Mrázkové (Revue fotografie) fotografy tvůrčí skupiny Debut (Kabelík, Ptáček, Horák, Žufníček, Fassati) umělecké organizace mladých Dia-Film Praha roku 1969. Vystavovala mj. i sociálně kritickou fotografii, a proto byla po třech létech zrušena.

## Výstavní síň nakladatelství Orbis Praha
Byla otevřena v Dlouhé třídě v přízemí sídla redakce časopisu Revue Fotografie roku 1974 výstavou z cyklu Osobnosti fotografie. Galerii vedla několik let do skončení svého působení v redakci šéfredaktorka RF Daniela Mrázková.

## Galerie Nahoře České Budějovice
Stálá fotografická Galerie Nahoře vznikla v roce 1976 v budově tehdejšího Domu kultury ROH (dnes Dům kultury Metropol) na Senovážném náměstí v Českých Budějovicích a funguje po revitalizaci (od roku 2010) dosud.

## Malá galerie České spořitelny v Kladně
Malá galerie České spořitelny v Kladně byl výstavní prostor v Kladně na náměstí Svobody, který v roce 1977 založil fotograf, kurátor a zaměstnanec spořitelny Jiří Hanke. Galerie vznikla v roce 1977 v budově tehdejší České státní spořitelny a v prvních letech působila přímo v bankovní hale. Po přestavbě banky v roce 1984 se přestěhovala do zvýšeného přízemí a získala důstojný prostor přímo určený pro výstavní účely. V roce 2019 byla činnost Malé galerie z provozních důvodů ukončena. Město Kladno proto nabídlo Jiřímu Hankemu náhradní prostory pro zřízení Kabinetu fotografie v Kladenském zámku.  

## Katedra fotografie FAMU Praha
Fotografické středy FAMU byl název projektu pravidelných výstav v učebně katedry fotografie, který vznikl za profesora Jána Šmoka a fungoval během 80. let 20. století. Měl výhodu neveřejného prostoru, ve kterém nebylo nutné výstavy oficiálně úředně schvalovat, ale byla do něj zvána veřejnost. Prezentovány byly především studentské práce. Všechny výstavy byly provázeny jednotnou skládačkou A4, která byla rozesílána jako pozvánka. Do ní fotografové často vkládali autorské zvětšeniny.

## Galerie Svazu českých fotografů Praha
Galerie Svazu českých fotografů byla otevřena zásluhou předsedy profesora FAMU Jána Šmoka v lednu 1989 v Kamzíkově ulici na Starém Městě Pražském, aby se hned zapojila do široce pojatých českých oslav 150. výročí vynálezu fotografie. V roce 1993 byla nucena v souvislosti s vysokým nájmem ve zrestituované budově ukončit svoji činnost. Později na ni navázala svazová galerie v pražském Karlíně.

## Galerie 4 Cheb
Založena 1985 fotografem Zbyňkem Illkem pod Okresním osvětovým střediskem. Původní sídlo bylo v Kamenné ulici vycházející z chebského náměstí. Počátkem 90. let se osamostatnila a přešla pod Karlovarský kraj. V roce 2015 se přestěhovala do arch. Davidem Vávrou zrekonstruované historické budovy sýpky na Františkánském náměstí č. 30 a začala používat název Art centrum. Kromě výstav galerie připravuje také tvůrčí akce pro fotografy.

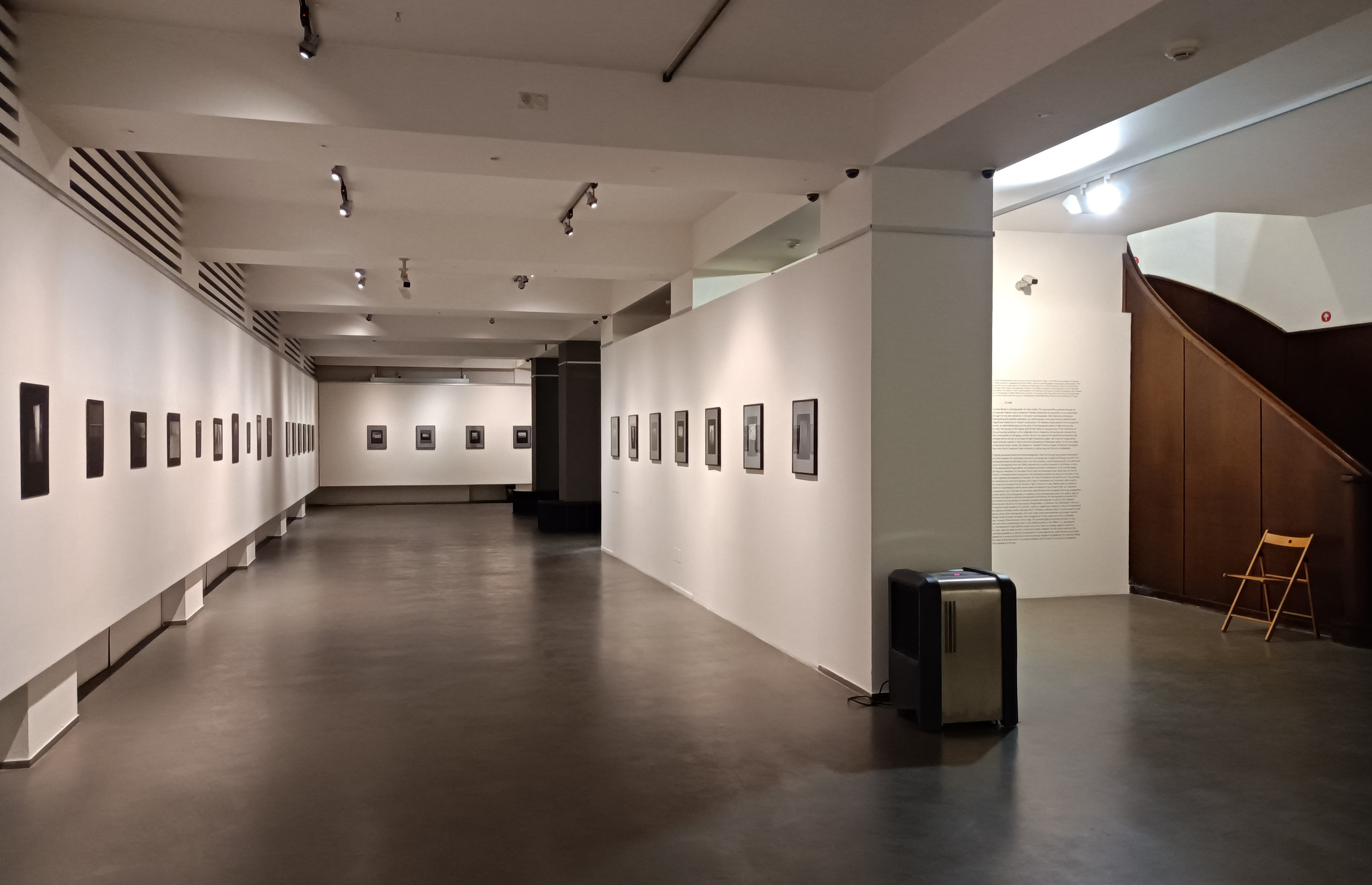
Výstavní síň Pražského domu fotografie

## Pražský dům fotografie
Jeho počátky sahaly do roku 1989, kdy v červnu vznikl Aktiv volné fotografie – sdružení fotografů, které si dalo mj. za cíl vybudovat v Praze důstojné prostory pro výstavy tvůrčí fotografie. V roce 1991 z něj vznikla účelová nadace Pražský dům fotografie, téhož roku byl v Husově ulici na Starém Městě Pražském dům pro prezentaci české i zahraniční fotografie otevřen. Zde byla do konce roku 1997, kdy sdružení PHP dostalo výpověď, uspořádána za šest let téměř stovka výstav. Po krachu projektu rekonstrukce objektu na Staroměstském náměstí (1998) bylo přijato prozatímní řešení, jímž bylo provozovat výstavní aktivity v galerii U Řečických (1999). V roce 2000 byly činnosti přestěhovány na Haštalské náměstí, kde byl dům v roce 2002 zasažen povodní a kde sídlil do března 2003. Poté do roku 2007 probíhaly výstavní aktivity pod hlavičkou původního PHP v budově na Revoluční třídě 5. V roce 2002 se také začalo jednat s Magistrátem hl. města Prahy o záměru rozšíření aktivit Pražského domu fotografie v tomto objektu, za tím účelem byla v roce 2005 založena o.p.s. za účasti Magistrátu a Ministerstva kultury, které do projektu společně investovaly 20 milionů korun. Nedokončený projekt, který měl být realizován do roku 2008, provázely průtahy a spory účastníků a tak nakonec byly v roce 2010 prostory převedeny do majetku Galerie hlavního města Prahy, která od té doby zajišťuje výstavní činnost i provoz specializované prodejny publikací o fotografii pod jménem Dům fotografie.

## Kabinet fotografie Slezského zemského muzea
Založen 1995 a programově zajištěn Institutem tvůrčí fotografie Slezské univerzity v Opavě. Do roku 1999, kdy byly prostory muzea pronajaty pro komerční účely, připravil řadu odborně koncipovaných výstav české a zahraniční fotografie. Vedoucím kabinetu byl Luděk Wünsch, kurátor sbírky fotografie muzea.

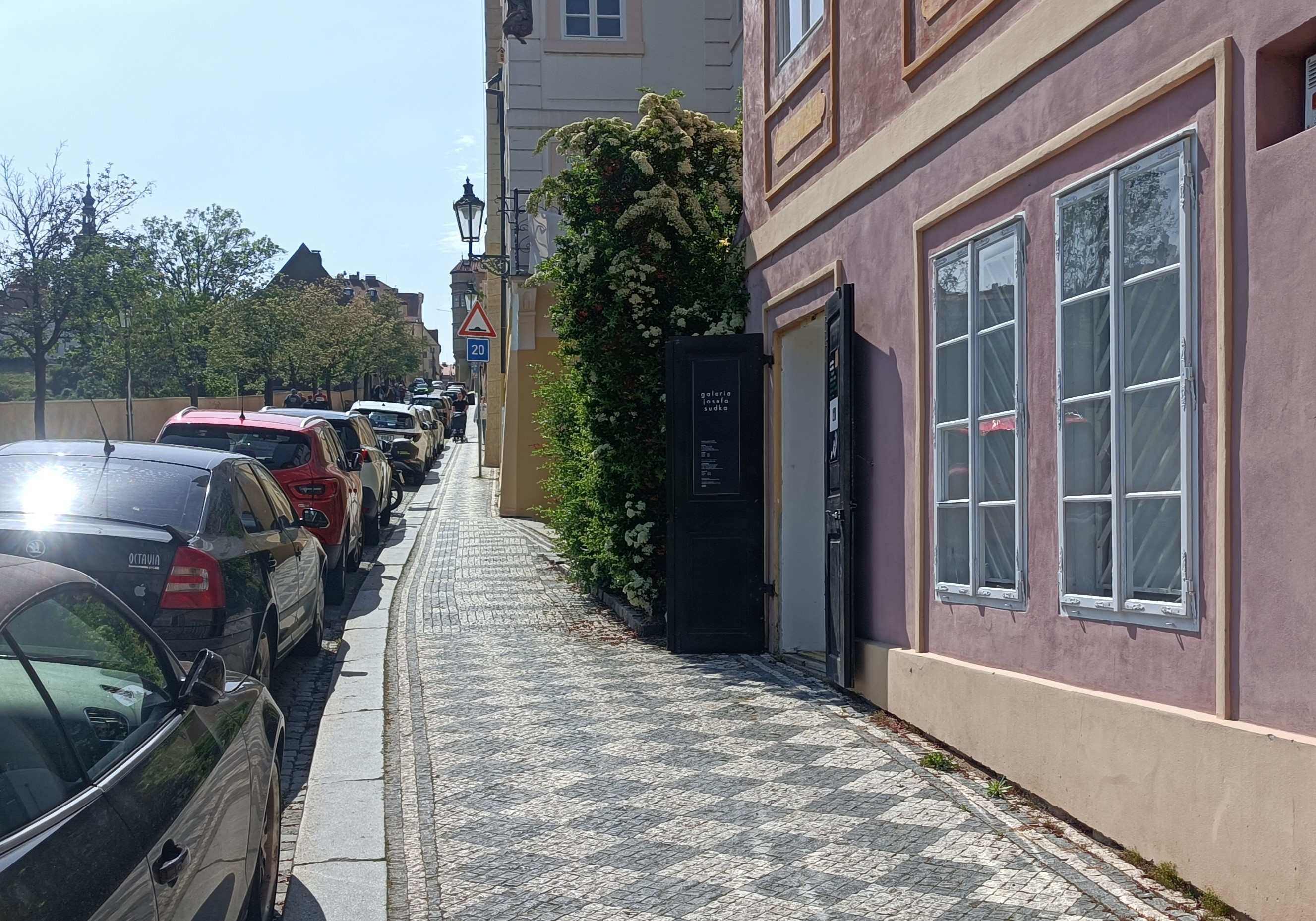
Galerie Josefa Sudka v bývalém bytě Sudkových, Úvoz, Malá Strana

## Galerie Josefa Sudka
Galerie Josefa Sudka byla otevřena v roce 1995 Uměleckoprůmyslovým muzeem v bývalém Sudkově bytě v malostranské ulici Úvoz č. p. 24. Kurátorem výstav prezentujících především sbírku fotografií UPM je jeho historik Jan Mlčoch.

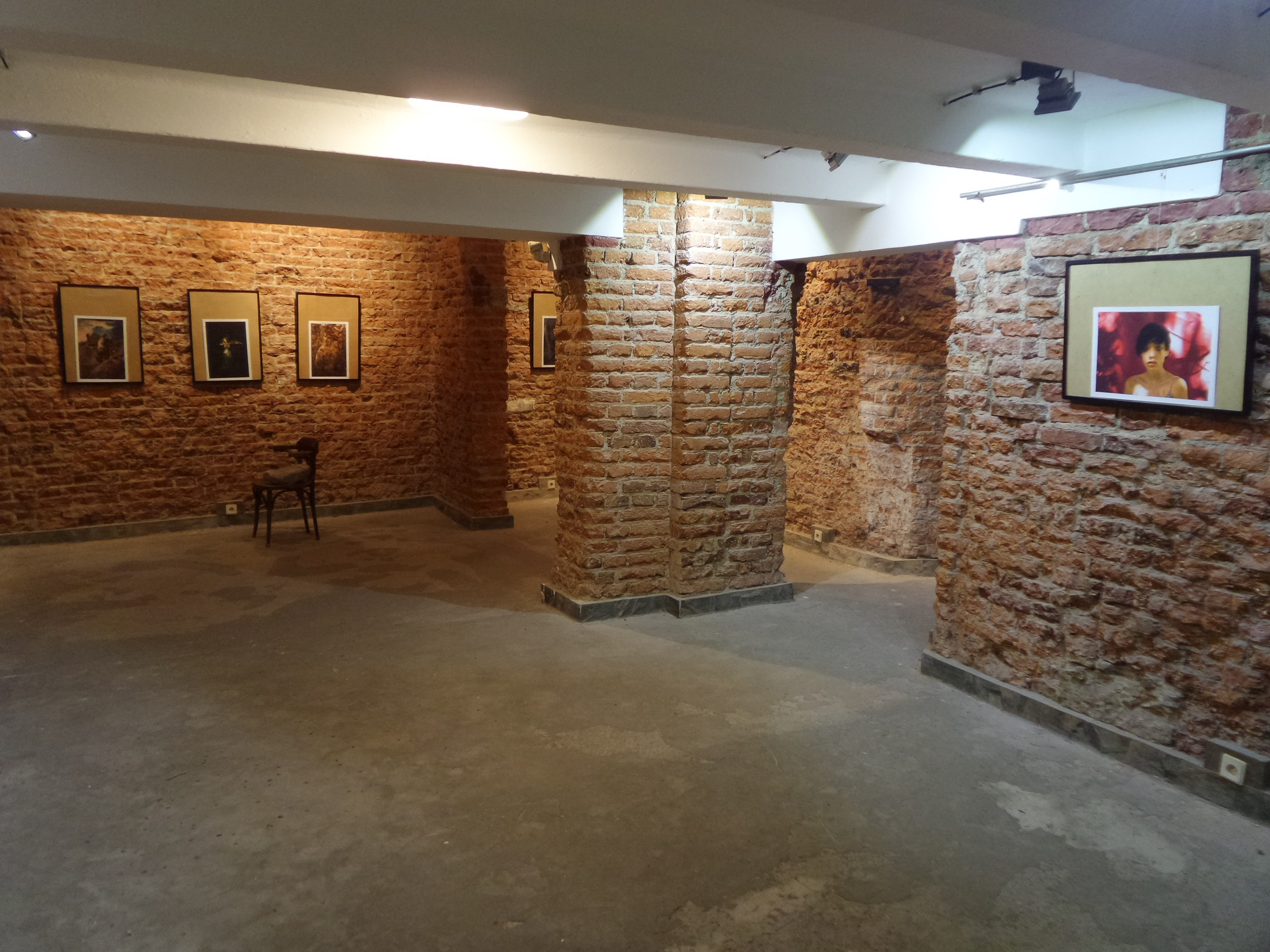
Galerie Velryba v Praze

## Galerie Velryba
Pražská Galerie Velryba v Opatovické ulici č. p. 156 na Novém Městě zahájila činnost jako součást stejnojmenné kavárny v roce 1994. Na fotografii se specializovala až po rekonstrukci v roce 1998. Nejvýraznějšími kurátory fotografického programu byli Vladimír Birgus, Helena Musilová a Michal Čtveráček. Krátké období v ní také v 90. létech připravoval výstavy Pražský dům fotografie. Nejužší spolupráci měla s katedrou fotografie FAMU. Přes dlouhodobou finanční nouzi se jí podařilo průběžně udržet kvalitní program.

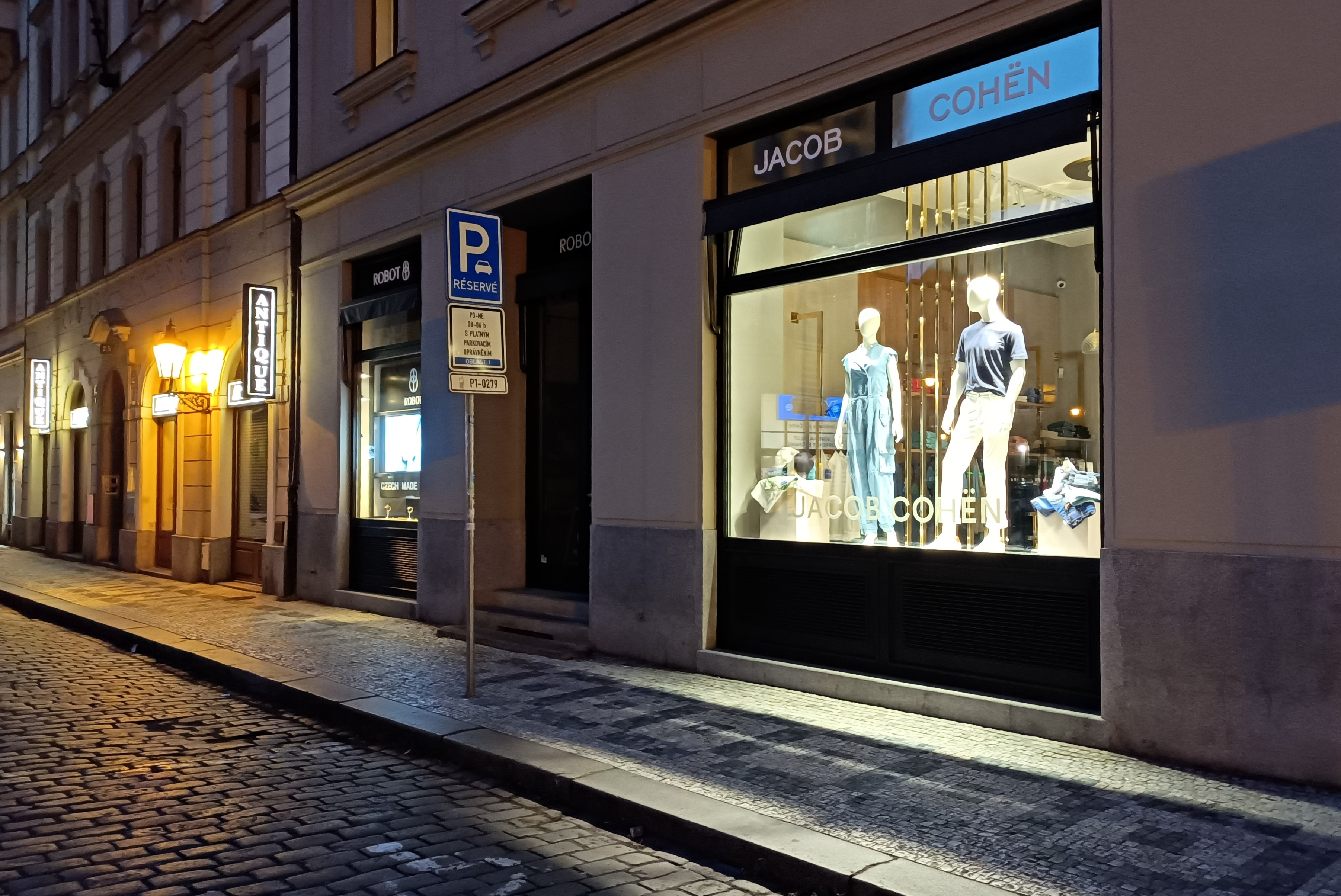
Místo na pražském náměstí F. Kafky, kde sídlila Komorní galerie fotografie Josefa Sudka

## Komorní galerie Josefa Sudka
Byla otevřena Danielou Mrázkovou a Nadací Czech Press Photo v roce 1997 na náměstí Franze Kafky na Starém Městě Pražském. Později se stala součástí Domu fotografie Josefa Sudka.

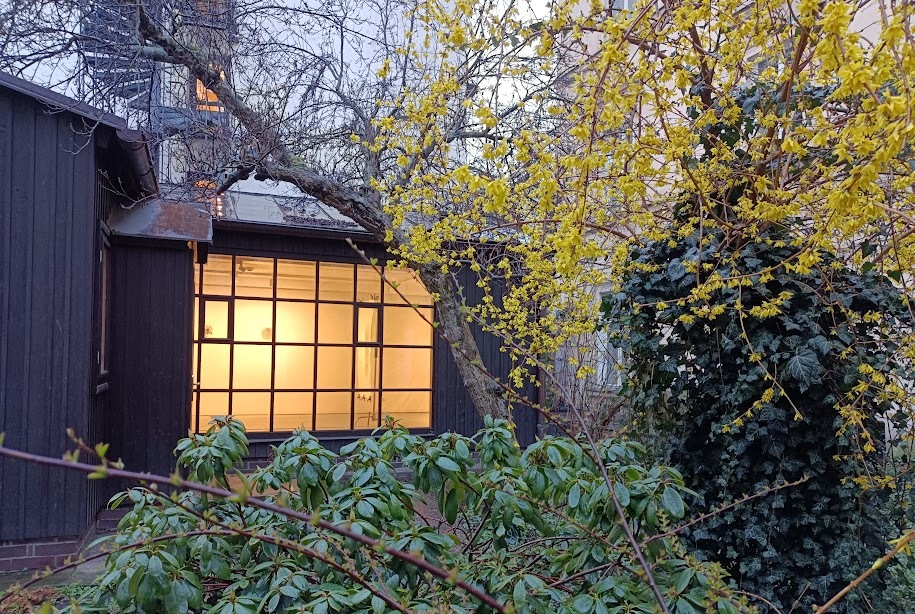
Kopie stavby původního ateliéru Josefa Sudka na pražském Újezdě č. p. 432.

## Ateliér Josefa Sudka
Kopie kulturní památky – bývalého ateliéru fotografa Josefa Sudka ve dvoře domu č. p. 432 na pražském Újezdě, vybudovaná roku 2000 po požáru původního objektu českou investiční skupinou PPF za odborné spolupráce Umělecko-průmyslového muzea v Praze a historičky fotografie Anny Fárové.
Výstavy se zaměřují na roli fotografie v kontextu současného umění. Nejvíce výstav prezentuje tvorbu mladší a střední generace autorů, kteří s fotografií pracují v rámci post-konceptuálních tendencí soudobé tvorby.

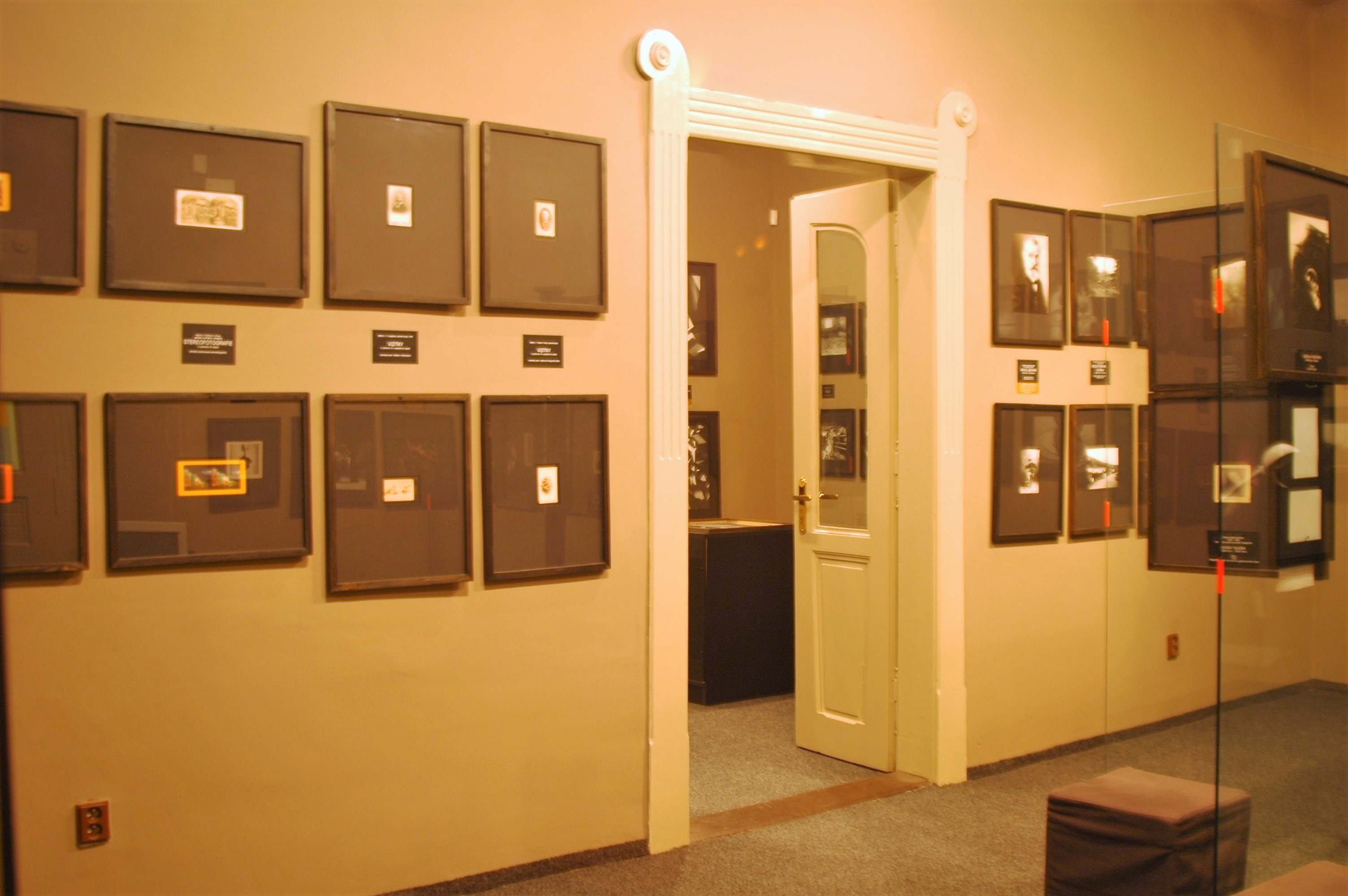
Stálá expozice vývoje české a slovenské fotografie Muzea umění a designu Benešov

## Stálá expozice fotografie Muzea umění a designu Benešov
Byla otevřena roku 1999 a prezentovala celou historii české a částečně také slovenské fotografie. Období 19. století bylo charakterizováno ukázkami typických technik a funkčních produktů (vizitky, kabinetky, stereofotografie, diapozitivy ad.). Následné období bylo prezentováno prostřednictvím tvorby osobností volné i užité fotografie a pedagogiky. Každá z nich byla zastoupena dvěma pracemi. Díky prostorově úspornému a konzervačně šetrnému uložení v zásuvkových skřínkách se do expozice vešlo několik set fotografií. Instalace prezentovala s patřičnými vysvětlivkami svébytný akviziční princip benešovské sbírky, v níž byly shromažďovány nejen tradiční autorské zvětšeniny, ale všechny (i distribuční) techniky, které fotografie v dané době cíleně používala. 
Benešovská stálá expozice historie fotografie byla svévolně zrušena politickým zásahem po 17 letech trvání.

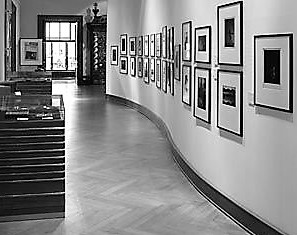
Stálá expozice fotografie UPM (2000–2014)

## Stálá expozice fotografie UPM Praha
V období 2000/2001 otevřelo Uměleckoprůmyslové muzeum svou stálou expozici, jejíž součástí byla také prezentace sbírky fotografie. Vzhledem k omezenému prostoru šlo jen o malou ukázku z rozsáhlé sbírky, instalace však využila i zásuvkový systém, který rozšiřuje kapacitní možnosti a bere v úvahu přísné konzervační požadavky pro fotografický materiál. Kurátorem byl Jan Mlčoch. Expozice byla přístupná až do počátku rekonstrukce budovy muzea ve druhém desetiletí 21. století. V expozicích otevřených nově roku 2022 fotografie figuruje již jen v užité podobě ve vazbě na jiné obory užitého umění.

## Galerie Fiducia Ostrava
Galerie začala činnost v roce 2001 v objektu stejnojmenného klubu v Nádražní ulici č. 30, který je dlouhodobě důležitým kulturním střediskem regionu. Navazuje na výstavní činnost, kterou od roku 1999 organizoval Roman Polášek v prostoru kavárny. Vznikla v době, kdy v Ostravě působily galerie současného umění Galerie 761, Jáma 10, Nibiru, Antikvariát Černý Pavouk či Sokolská 26. Proto Fiducii zaměřili Roman Polášek a Martin Popelář speciálně na prezentaci fotografie, se záměrem kvalitní autory do regionu spíše dovážet než z něj čerpat.
Obsahem převážně monografických výstav je česká a světová fotografie (se zájmen o autory zemí Visegrádu) všech generací včetně nejmladší. Místo v programu má také klasická fotografie. Galerie spolupracuje především s Lucií L. Fišerovou, mnohé výstavy zde realizovali Josef Moucha, Jan Freiberg a Pavel Vančát, Rudo Prekop, Miroslav Myška či Vladimír Birgus.

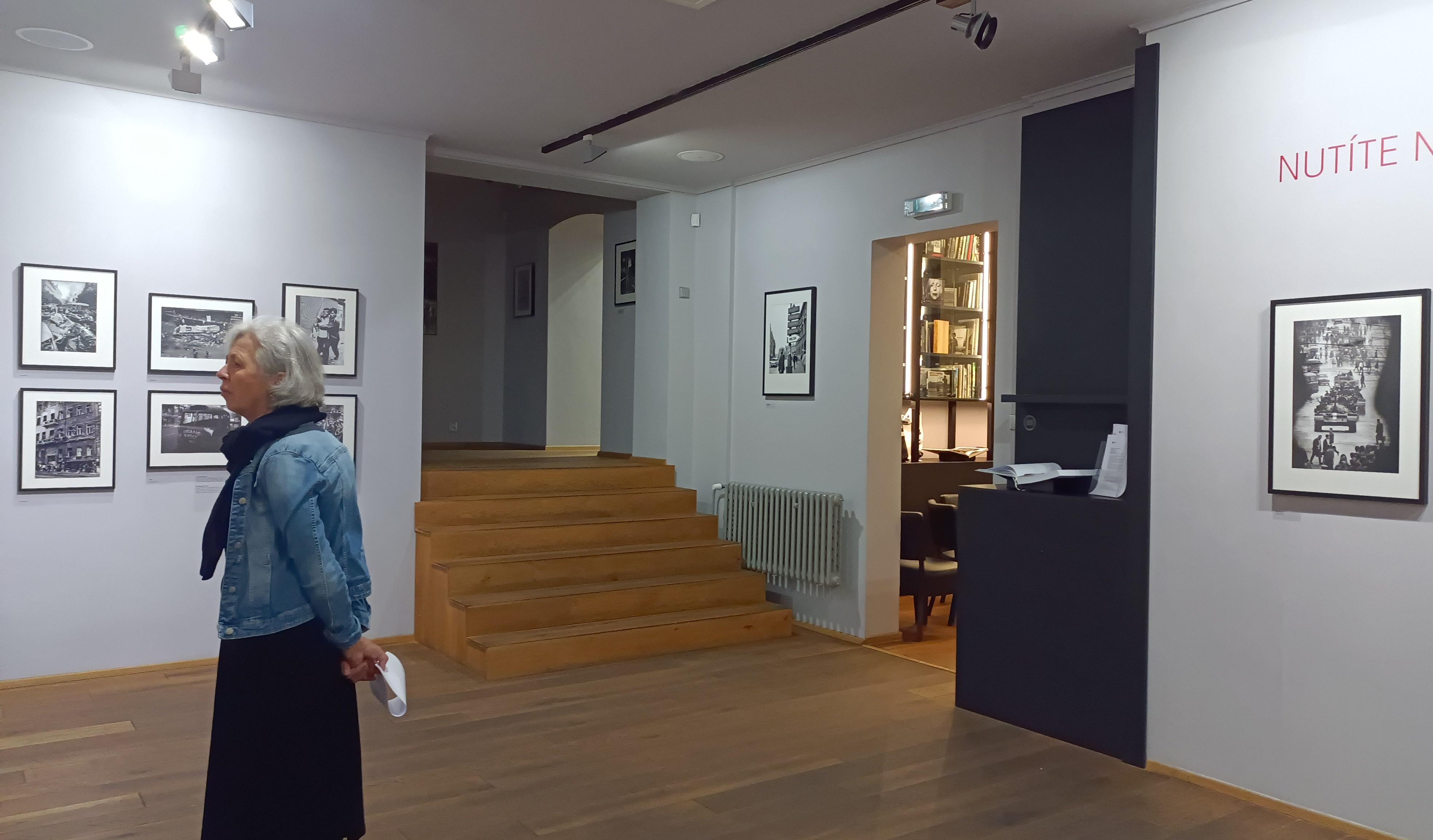
Výstavní síň Galerie Leica s kavárnou a čítárnou

## Galerie Leica Praha
Galerie Leica byla založena v roce 2002 v prostorách moderní přístavby Nejvyššího purkrabství na Pražském hradě, která byla původně vytvořena pro Dům československých dětí. Zde byl započat program prezentace světových fotografů jako např. Mary Ellen Mark, Elliott Erwitt, Anton Corbijn, Helmut Newton, Edward Steichen, René Burri, Sebastião Salgado, Antonín Kratochvíl, Sarah Moon, Michel Comte, Andreas Bitesnich, Werner Bischof nebo Jim Marshall.
Když byla galerie nucena prostory opustit, realizovala po roce 2005 mobilní projekt „Galerie ve vlaku“. V rámci něho např. výstava Workers Sebastiana Salgada objela ve speciálně upravených železničních vagonech vybraná města České a Slovenské republiky.
Roku 2008 nalezla galerie působiště v centru Prahy ve Školské ulici č. 28. Soustředí se od té doby zejména na českou a slovenskou fotografii. Součástí galerie je také kavárna, čítárna a prodejna publikací o fotografii.
Galerie je od roku 2010 provozována pod hlavičkou LEICA GALLERY PRAGUE o.p.s. Ředitelkou je od počátku Milena Dubská, ve správní radě působí také její manžel Petr Dvořák, bývalý dlouholetý generální ředitel České televize. 
Od roku 2012 byla galerie oficiálně přiřazena do rodiny Leica galerií, světové sítě galerií, působících při mateřské společnosti Leica Camera. V současné době je v tomto řetězci celkem 16 galerií na čtyřech kontinentech světa (Severní a Jižní Amerika, Evropa a Asie).

## Galerie Langhans Praha
Absolventka FAMU Zuzana Meisnerová Wismer otevřela roku 2003 v nově zrekonstruovaném domě s ateliérem po svém pradědečku Janu Langhansovi galerii fotografie, jejíž následný profesionálně vedený a mezinárodně zaměřený program z ní vytvořil špičkovou instituci. Galerie fungovala do roku 2011, kdy byly prostory předány charitativní organizaci Člověk v tísni.

## Galerie Fotografic Praha
Galerie Fotografic působí od roku 2003 ve Stříbrné uličce v Praze na Starém Městě ve zrekonstruované bývalé konírně pod továrním komínem. Zaměřuje se na prezentaci současné fotografie, včetně multimediálních přesahů do dalších uměleckých žánrů. Každý rok zde probíhá až deset výstav českých i zahraničních umělců různých generací. 

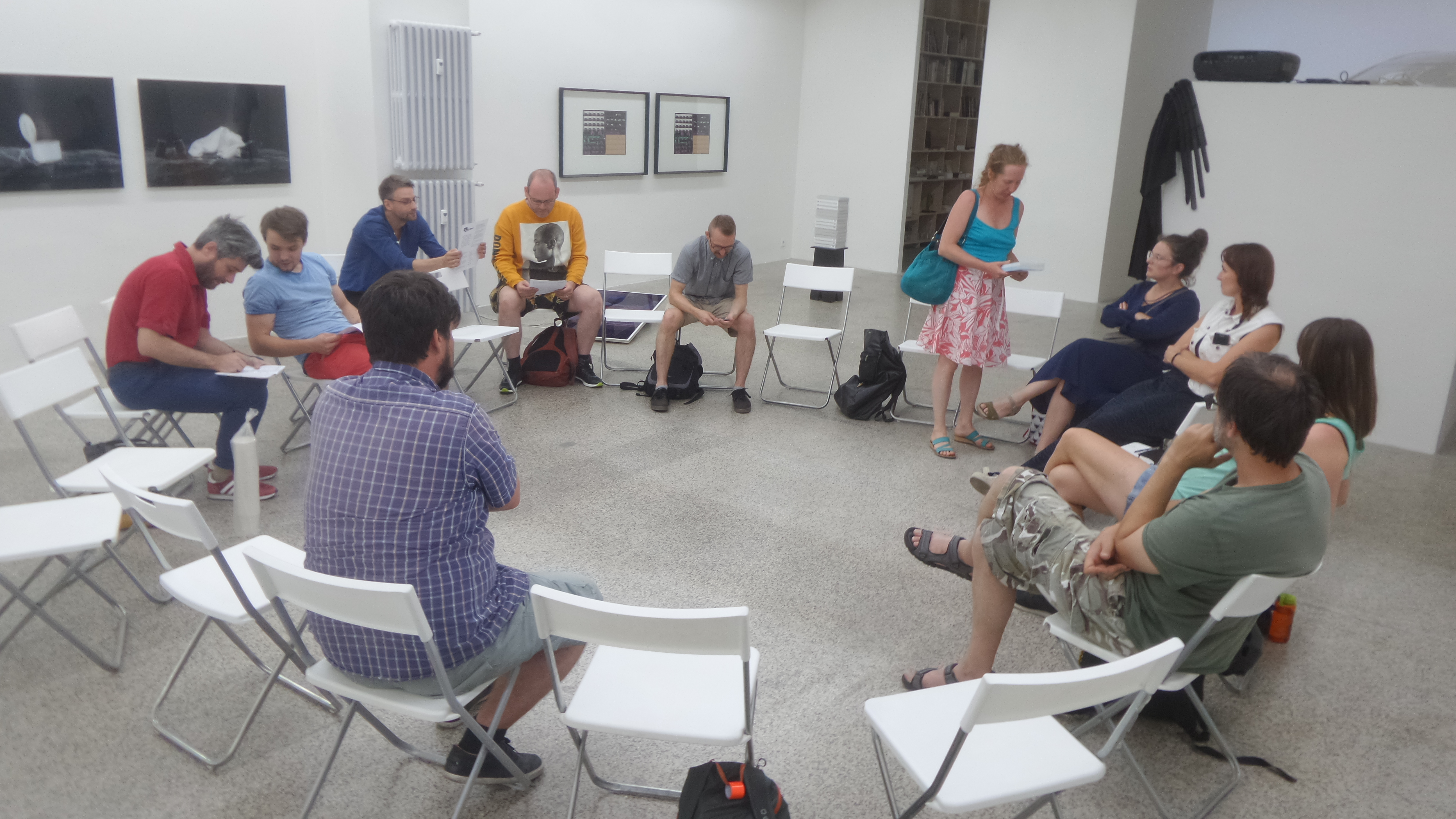
Galerie Fotograf Praha

## Galerie Fotograf Praha
Galerie Fotograf byla založena v roce 2009 spolkem Fotograf07 vydávajícím stejnojmenný časopis a později připravujícím také fotografický festival. Její snahou je přímo a soustavně stimulovat činnost na poli umělecké fotografie a reflektovat její kontexty i mediální přesahy v současném umění. Původně byla zamýšlena v sepjetí s obsahem jednotlivých čísel časopisu. Posléze získala autonomii jako koncepčně kurátorsky vedený výstavní prostor. Nejprve sídlila ve Školské ulici na Novém Městě Pražském, později se přestěhovala do ulice Jungmannovy.

## Galerie 34 Brno
Unikátní bytovou galerii si vytvořil v roce 2009 ve svém bytě v Brně na Botanické ulici č. 34 fotograf Jaroslav Pulicar. Od té doby zde uvedl již přes 50 fotografů známých jmen. Galerie je přístupná v době vernisáže a pak po domluvě s majitelem.

## Q galerie Uherský Brod
V roce 2010 dokončil fotograf František Chrástek v Uherském Brodě rekonstrukci zchátralé bývalé Kounicovy sýpky z roku 1862 na sídlo svého reklamního a fotografického studia s velkým fotoateliérem a zároveň ve vstupní části zřídil výstavní galerii, zaměřenou především na tvůrčí fotografii. Řadu výstav zahájila na jaře 2011 výstava Jindřicha Štreita, postupně zde pak představili svá díla fotografové Antonín Braný, Pavel Dias, František Chrástek, Jiří Kovanic, Zdeňka Hanáková, Martin Vybíral, Irena Armutidisová, Jiří Víšek, Josef Hubený, Gabina Fárová, Roman A. Muselík aj. Vedle toho se zde prezentovala řada výtvarníků např. Ivan Theimer, Zdena Höhmová, Irena Armutidisová ml., Dušan Škrášek, Daniel Brogyányi, Jaroslav Kovanda, Lubomír Janečka, Tomáš Měšťánek, Jan Pančocha, Josef Krajsa aj. Dosud zde proběhlo více než 30 výstav.

## Café Flexaret Brno
V roce 2013 otevřeli fotograf Vojtěch V. Sláma s partnerkou v Brně na ulici Kopečná č. 21 stylovou kavárnu s galerií, která už svým názvem odkazovala na zaměření na fotografické výstavy. Za dekádu zde v nepravidelných intervalech proběhly přes dvě desítky výstav, např. Jiřího Zykmunda, Gabriely Kolčavové, Vojtěcha V. Slámy, Jana Berana, Jitky Horázné, Alexandra Rehorovského, Marka Detka, Jaroslava Pulicara či Martina Vybírala. Vystavovali zde také zahraniční autoři Guntar Kravis a Michael J. Madsen. Po deseti letech v roce 2023 převzali kavárnu jiní majitelé, kteří ke konci roku 2024 na místě definitivně ukončili její činnost.

## Galerie Valchařská Brno
V létě roku 2014 zahájila činnost fotografická galerie v administrativních prostorách Tiskárny Helbich a.s., jejíž provoz se nachází ve starém průmyslovém areálu na Valchařské ulici č. 36 v brněnské čtvrti Husovice. Tiskárna se specializuje na tisk fotografických knih a tak se zde uskutečňují mimo jiné především výstavy autorů, kteří zde realizovali své publikace (např. Miloš Budík, Libuše Jarcovjáková, Bára Prášilová, Dana Kyndrová, František Maršálek, Vojtěch V. Sláma, Gabriela Sauer Kolčavová, Tomáš Břínek, Jaroslav Pulicar, Adolf Rossi, Iren Stehli, Michal Kalhous, Evžen Sobek, Matěj Skalický aj.). Zpočátku tady pod kurátorským vedením Lukáše Bártla vystavovali studenti a absolventi z Ateliéru tvůrčí fotografie Ostravské univerzity (např. Adam Kencki, Lenka Glisníková, Petra Damašková, Terezie Foldynová aj.). Do roku 2023 zde proběhlo přes tři desítky výstav.

## Polagraph Praha a Brno
Obchod Polagraph s galerií fotografie se specifickým zaměřením na celkovou kulturu technik tzv. "okamžité fotografie" (Polaroid ad.) byl založen roku 2013 se sídlem v pražské Husinecké ulici č.14. V prosinci 2017 zřídil také pobočku v Brně na Pekařské ulici č. 34, kde do roku 2020 proběhlo 11 fotografických výstav. V roce 2022 se brněnská pobočka přestěhovala na ulici Jezuitskou č. 3, od listopadu 2023 sídlí v prostorách Domu pánů z Kunštátu na Dominikánské ulici č. 9.

## Galerie Díra Ostrava
Galerie Díra v Ostravě je prezentována jako platforma pro nastupující i etablované vizuální umělce, kteří se zabývají médiem fotografie. Provozují ji absolventky ateliéru fotografie Ostravské univerzity Petra Pištorová Damašková a Terezie Foldynová. Od prosince roku 2016 přes tři roky fungovala v bývalém Provozu Hlubina v areálu Dolní oblasti Vítkovice, kde proběhlo 11 výstav autorů z Česka i okolních zemí. Od ledna 2021 působí v Domě kultury města Ostravy – památkově chráněné budově s bohatou kulturní historií, kde Galerie Díra využívá prostor u vstupu budovy mezi restaurací a šatnou.

## Style Cafe Gallery Vyškov
V roce 2017 začal v prostorách kavárny v centru Vyškova provozovat malou fotografickou galerii s devíti rámy fotograf a kurátor Jiří Foltýn. Do roku 2021, kdy byla mimo jiné v důsledku pandemie covidu-19 činnost ukončena, zde proběhlo 20 výstav (např. Lenky Sedláčkové, Magdaleny Jansové, Romana A. Muselíka, Josefa Vojáčka, Václava Koudelky nebo fotografií Alexandra Hackenschmieda a Ladislava Emila Berky ze soukromé sbírky).

## Galerie 400 ASA Praha
Galerii zaměřenou na současnou dokumentární fotografii otevřel v květnu 2020 v bývalé trafostanici na Smíchově spolek 400 ASA, který založili fotografové Karel Cudlín, Jan Dobrovský, Alžběta Jungrová, Antonín Kratochvíl, Jan Mihaliček, Tomki Němec a Martin Wágner. 

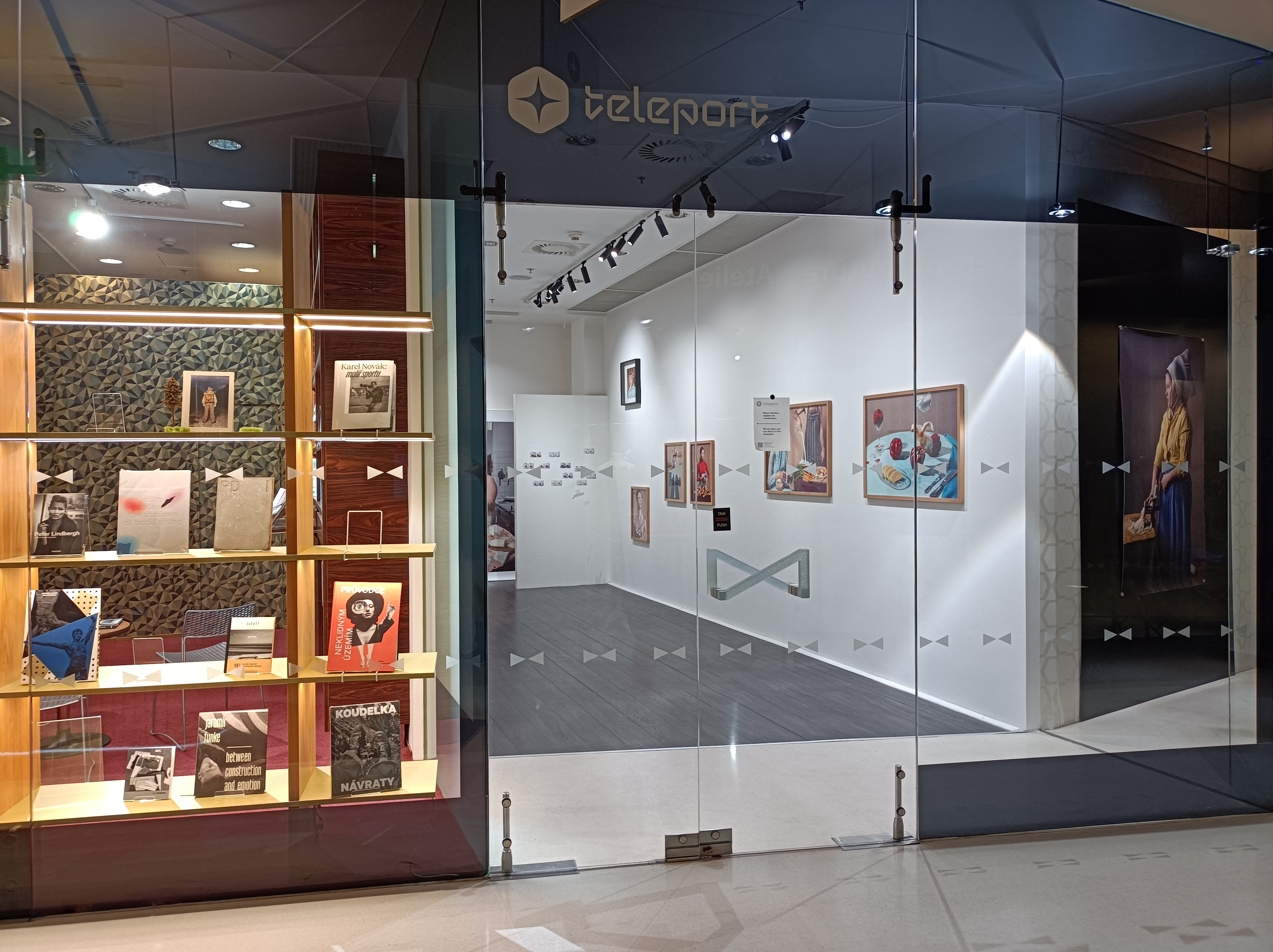
Výstavní síň Galerie Teleport sousedí s čítárnou.

## Galerie Teleport Praha
Galerie fotografie provozovaná od května roku 2023 se zaměřuje na aktuální tvorbu nejmladší české generace. Klade důraz na myšlení o fotografii, které podporuje přednáškami, besedami a specializovanou knihovnou spojenou s prodejem publikací. Sídlí v tzv. "Pánské pasáži" (Na příkopě č. 23, Praha 1).

## Další galerie
- Národní muzeum fotografie se sídlem v Brně[32]
- Muzeum fotografie a moderních obrazových médií Jindřichův Hradec[33]
- Galerie Českého centra fotografie Praha
- Galerie Czech Photo Centre Praha[34]
- Art-In-Box Praha
- Kabinet fotografie Galerie Kladenského zámku